# Budock Water
Budock Water är en ort i Storbritannien.   Den ligger i grevskapet Cornwall och riksdelen England, i den södra delen av landet, 400 km väster om huvudstaden London. Budock Water ligger 54 meter över havet och antalet invånare är 1 537.
Terrängen runt Budock Water är lite kuperad. Havet är nära Budock Water åt sydost.  Närmaste större samhälle är Falmouth, 2,5 km öster om Budock Water. 